# Труханович-Ходанович Олександр Дмитрович
Олександр Дмитрович Труханович-Ходанович (1878 — 19??) — грузинський дипломат. Присяжний повірений. Заступник Посла Грузинської Демократичної Республіки в Москві — уповноважений у справах Української Народної Республіки.

## Життєпис
Народився у 1878 році в сім'ї Дмитра Федоровича Трухановича-Ходановича. Закінчив у 1897 році 5-у московську гімназію. Закінчив юридичний факультет Московського університету. Після чого працював юрисконсультом в українського мецената, цукрозаводчика, підприємця та промисловця Павла Харитоненка в Сумах.
Був помічником присяжного повіреного, присяжним стряпчим (1907) та присяжним повіреним.
У 1919 році працював в Посольстві Грузинської Демократичної Республіки в Москві. Коли більшовицький уряд радянської Росії скасував своє визнання Української Держави в кінці 1918 року, на прохання уряду України в посольстві Грузії в Москві була заснована посада заступника посла — уповноваженого у справах Української Народної Республіки, функції якого й почав виконував Олександр Труханович-Ходанович

## Сім'я
Батько — Труханович-Ходанович Дмитро Федорович (1842), дворянин. Народився в Рогачевському повіті Могилівської губернії. Студент Санкт-Петербурзького університету. За участь в петербурзьких студентських виступах 1861 року був ув'язнений 30 вересня в Петропавлівській фортеці.